# Метаморфозы (цикл)
«Метаморфозы» — цикл фантастических романов Марины и Сергея Дяченко, включающий в себя трилогию «Vita Nostra» («Vita Nostra», впервые издан в 2007, «Vita Nostra: Работа над ошибками», 2021, и «Vita Nostra: Собирая осколки», 2024), романы «Цифровой, или Brevis est» (2009) и «Мигрант, или Brevi finietur» (2010).

## Латынь в названиях романов
Присутствующая в названиях романов латынь складывается в строки из «Гаудеамуса»:326. (лат. Gaudeamus), средневекового гимна студентов):
Vita nostra brevis est,

Brevi finietur…
В переводе на русский язык — «Жизнь мы краткую живём, призрачны границы…»:326 По словам авторов, эта фраза отражает суть книги.

## Тематическая и сюжетно-образная связь между книгами
Писатель и критик В. Пузий полагает, что романы «Vita Nostra» и «Цифровой» связаны между собой не сюжетно, а скорее тематически: оба романа написаны о том, как и в каком направлении можно сознательно изменить человека («сознательно» означает манипуляцию). Однако кандидат филологических наук и критик Д. Маркова в публикации в журнале «Знамя» утверждает, что «Vita Nostra» и «Цифровой» связаны основной сюжетной схемой и системой персонажей: «В центре — учитель и талантливый ученик, который открывает для себя новые, ведущие к преображению способности, и плата за них».
Как отмечает Д. Маркова, в «Vita Nostra» метаморфоза представляет собой «цель, к которой ведут насильно, вопреки желаниям, намерениям и собственно человеческой природе обучаемых. <…> Кураторы и преподаватели безусловно манипулируют учениками, но манипуляции нужно тем меньше, чем дальше их подопечные продвигаются», в «Цифровом» же метаморфоза главного героя Арсена Снегова — лишь побочный эффект, и побочным эффектом является само обучение. Наставник-работодатель Арсена Максим — прежде всего манипулятор, который мастерит из человечества «нуль-передатчик», выстраивает из людей цепочки с целью «собрать информационную машину достаточной мощности» и отправиться домой — «как файл по Сети». «Цифровой» — роман инициации, как и «Vita Nostra». В то же время это — «роман о тотальной манипуляции, как явной, так и скрытой, как намеренной, так и неосознанной».
Биограф Марины и Сергея Дяченко Юлия Андреева предполагает, что если в «Vita Nostra» изображён мир Слова, а в романе «Цифровой» — мир Цифры, то в «Мигранте» показан мир Идеи: в этом романе очень убедительно описана цивилизация, где мир идей имеет полную власть над материальным миром:326—327.
В «Цифровом» присутствует и прямая отсылка к первому роману цикла: эпизодический персонаж — девушка в метро, читающая книгу «Vita Nostra». Литературовед Е. Шкуров отмечает, что таким образом при помощи интертекстуальности подчёркивается гипертекстовая природа художественного мира цикла «Метаморфозы»:164.
Главного героя «Мигранта» Андрея-Крокодила, когда он пытается уяснить истинную природу планеты Раа, посещает видение: «Это была старая кирпичная стена с нанесенной из баллончика надписью: „Не бойся“». Размышляя о мироустройстве планеты, Андрей совершает предположение, кто, по его мысли, мог бы её создать, и при этом фактически описывает главную героиню «Vita Nostra» Сашку: «Это… как если бы девочка четырнадцати лет захотела придумать комфортный мир, где хотелось бы жить. Ни боли, ни страха, ни потерь. Ни жертв, ни хищников». Воплощение пожелания девушки в виде «единственного твёрдого предмета» отражает фундаментальность слова в художественном мире «Метаморфоз»:164.

## Сюжеты романов

### «Vita Nostra»
Действие романа происходит на рубеже тысячелетий. Старшеклассница Саша Самохина, отдыхавшая с мамой на море, знакомится с загадочным человеком в тёмных очках, от которого нельзя убежать — вместо этого Саша раз за разом просыпается утром того же дня, в который она пыталась избежать встречи. Незнакомец даёт Саше странное задание: каждое утро в четыре часа отправляться на пляж и нагишом плыть до буйка и обратно. Каждый раз после выполнения этого задания Сашу рвёт золотыми монетами. А пропуск хоть на один раз приводит к серьёзным неприятностям — сегодня инфаркт у курортного ухажёра Сашиной мамы, на следующий день может быть что-то страшнее.
Спустя год тот же загадочный человек, задания которого по-прежнему выполняет Саша (Фарит Коженников), заставляет её поступить в загадочный Институт специальных технологий вымышленного авторами города Торпы, где первокурсников, попавших сюда, выполняя такие же странные, а то и страшные задания от загадочных «кураторов», принуждают учить наизусть бессмысленные тексты и выполнять головоломные упражнения, не объясняя, чему их, собственно, учат и кем они станут. Во время обучения студенты тяжело болеют, теряют связь с реальностью, а то и превращаются в хтонических тварей — порой буквально, физически. Провалить сессию недопустимо: расплатой за это может стать жизнь близких людей или даже собственная жизнь студента — не сдавших зачёт по «специальности» больше никто никогда не видел.
Многое проясняется ближе к переводному экзамену. Все преподаватели Института специальных технологий — Слова и Грамматические Категории Гипертекста (Гипертекст в мироздании романа М. и С. Дяченко есть Бог; иначе говоря, живой организм, которому требуются новые люди для своего расширения и обогащения), а некоторые из них никогда и не были людьми. После госэкзамена студентам предстоит стать Частями Речи («Программы»), формирующей наш мир, и прекратить своё материальное существование, но обрести новую сущность, новые возможности и новое Я. Пройдя все испытания, Сашка Самохина (производная от имени «Самуил» — «услышанный Богом») превращается в Слово, обретая божественную природу.

### «Цифровой, или Brevis est»
Арсен Снегов — четырнадцатилетний подросток, реальную жизнь которому заменили компьютерные игры, и в них он добивается немалых успехов. Однажды, поссорившись с родителями, он уходит из дома и, посетив интернет-кафе, встречает там незнакомца по имени Максим, предлагающего ему работу его мечты: получать деньги от крупной фирмы за прохождение компьютерных игр. Согласившись, Арсен спустяя некоторое время понимает, в какой необычной организации он оказался, став за короткое время из обычного подростка всемогущим человеком, желания которого исполняются.
Цифровой по имени Максим способен превращать людей в компьютерные программы, блоги и компьютерные игры; его помощники сами превращаются в носителей специальных программ в сознании — иначе говоря, в своего рода компьютеры. Сам Цифровой практически бессмертен: «Если загрузить сохранённый файл — да, твое предыдущее тело самоудалится. Ты воскреснешь не только в цифре, но и в мясе», — так он объясняет принцип своего бессмертия. На протяжении романа Арсен Снегов постепенно превращается в Цифрового: «Я в Сети. Я цифровой. Я программа, меня много, я дублирую себя, воспроизвожу. Я заархивированный файл. Текстовой файл. Ох, тесно, но придется потерпеть». В конце романа Арсен, который пытается сопротивляться действиям Цифрового, превращается в компьютерную игру, как и некоторые другие персонажи романа (сумасшедший преподаватель литературы, превратившийся в игру «Преступление и наказание», и одноклассница Арсена, превратившаяся в игру «Девичий закон»), и отец Арсена покупает игру, которой стал его сын.

### «Мигрант, или Brevi finietur»
Андрей Строганов, носящий прозвище Крокодил, мигрирует с Земли на планету Раа, сначала кажущуюся ему раем. Вскоре он оказывается перед выбором: стать полноправным гражданином этого мира или быть в статусе зависимого, что не помешает спокойной и комфортной жизни. Для получения статуса полноправного гражданина герою нужно пройти Пробу (экзамен на зрелость, который проходят подростки Раа). Успешно пройдя пробу, Андрей сталкивается с несовершенством устройства жизни Раа, в основе которого находится идея об идиллическом единении человека с природой, однако баланс мира был нарушен и поддерживается стабилизаторами. Утопический мир находится на грани разрушения: «Мир Раа погибнет, остановившись. И он близок к этому».
Персонажи, включая Крокодила, пытаются привести нынешнее состояние этого мира в соответствие с представлениями творца. «Творец Раа создал людей свободными и бесстрашными. И, может быть, невольно — передал им часть собственного трудного опыта: он создал людей готовыми вырастать из тесной оболочки. Он создал людей способными бегать по углям». В конце романа весь мир Раа готовится пройти одну большую Пробу.

### «Vita Nostra: Работа над ошибками»
Саша Самохина провалила экзамен в середине третьего курса, после чего оказывается сразу на четвёртом курсе, но через пятнадцать лет и в иной версии реальности и должна вернуться в Институт специальных технологий в город Торпа. Однако сначала она встречается с другой версией себя, которая в этой альтернативной реальности дала иной ответ Фариту Коженникову на его предложение, сделанное в конце первой книги (отменить всё случившееся за последние годы и вернуться к обычной человеческой жизни), и выбрала обычную жизнь — стала женой своего бывшего одноклассника, родила дочь… но через некоторое время погибла в автокатастрофе. В этой версии реальности мать Сашки Самохиной не вышла замуж и не родила мальчика. Сама же Сашка хотя и провалила экзамен, но благодаря Фариту Коженникову, который по своим причинам заинтересован в существовании Пароля, она возвращается в Институт специальных технологий, и ей предстоит работа над ошибками. Одноклассники Сашки тоже перенеслись на пятнадцать лет, но на полгода раньше, чем Сашка.
В романе «Vita Nostra: Работа над ошибками» героиня становится взрослой женщиной, влюбляется с перспективой создать собственную семью. Перед Сашкой стоит выбор — прозвучать или нет, создать новый мир или исчезнуть из старого, а также какой это будет мир. На этом пути героиня совершает массу ошибок, а финал романа во многом перекликается с финалом предыдущей книги. Но, если в финале первой книги прозвучало «Не бойся», в финале второй книги Сашка прозвучит иначе, так как частица «не» искажает смысл…

### «Vita Nostra: Собирая осколки»
Саша Самохина — теперь ректор Института специальных технологий. Институт вновь набирает первокурсников, при этом методы Фарита Коженникова несколько видоизменяются. Частично повторяются события, происшедшие с первокурсниками в первой книге: обучение, дружба, любовь, студенческая романтика, кто-то проваливает сессию, кто-то попадает во временну́ю петлю, а кто-то участвует в любовном треугольнике. Однако теперь студенты по-другому реагируют на происходящее, ведут себя смелее и рискуют бросить вызов сотрудникам Института.
Саша и Костя, тоже ставший сотрудником Института, вначале полностью отказываются от старых методов, в особенности от применения страха как мотивации для студентов. Однако от того, успешно ли проходит обучение студентов, зависит судьба мира, поэтому Саше и Косте приходится стать холодными и безжалостными, пытаясь спасти Великую речь.

## Жанровые особенности

### «Vita Nostra»
Г. Файзуллина относит «Vita Nostra» к жанру философско-фантастического романа. В работах О. Мохначёвой и Е. Ивановой роман Дяченко рассматривается как фэнтези. Однако, по мнению С. Цикавого и Е. Шкурова:160, роман является не фэнтезийным, а научно-фантастическим:160.
Е. А. Сафрон считает, что «Vita Nostra» сочетает в себе элементы городского фэнтези и романа воспитания. В. Каплан писал, что «„Vita Nostra“ — это не роман взросления в метафизическом антураже. Это метафизический поиск в антураже романа взросления».
По мнению Е. Н. Ковтун, «фантастическая посылка романа — Вселенная, представляющая собой информационный суперкод, — вполне научна. Идеи Логоса (во вселенском „гипертексте“ героиня оказывается Глаголом Повелительного Наклонения) и Творения — волевого нравственно ориентированного акта создания новых сущностей — традиционно фэнтезийны».
С. Евсюкова полагает, что «Vita Nostra» «сложно отнести к конкретному жанру: то ли это городское фэнтези, то ли магический реализм, то ли метафизическая притча».
По словам М. Назаренко, «начинается книга как фантастический триллер, заканчивается как притча с использованием библейских мотивов.

### «Цифровой, или Brevis est»
Т. Хоруженко утверждает, что в «Цифровом» сочетаются признаки антиутопии и городского социально-психологического фэнтези. Как указывает Т. Хоруженко, в романе ярко выражен пафос предупреждения — отличительная черта антиутопий. По мнению Ю. Андреевой, «Цифровой» следует отнести к жанру посткиберпанка:326.

### «Мигрант, или Brevi finietur»
Ю. Андреева отмечает, что жанр «Мигранта» близок к космической фантастике («как бы космическая фантастика»):326. Т. Хоруженко видит в романе сочетание признаков утопии и антиутопии.